# Chrysotryphera conica
Chrysotryphera conica är en tvåvingeart som beskrevs av Townsend 1935. Chrysotryphera conica ingår i släktet Chrysotryphera och familjen parasitflugor. Inga underarter finns listade i Catalogue of Life.